# パパデモス内閣
パパデモス内閣（パパデモスないかく）は、経済学者のルーカス・パパデモスが第180代ギリシャ共和国首相に任命され、2011年11月11日から2012年5月16日まで続いたギリシャの内閣である。
全ギリシャ社会主義運動と新民主主義党の連立政権を形成した。

## 組閣までの経緯
臨時の2党連立内閣として、ルーカス・パパデモスがギリシャ経済危機から脱することを目的に、ゲオルギオス・アンドレアス・パパンドレウに代わって首相に就任した。
パパンドレウは11月5日の自身の信任投票を辛うじて乗り切るが、現状での政権運営は困難と考え暫定の後継候補を模索することとした。しかし、新民主主義党のアントニス・サマラスは、即時の選挙を要求した。
その後、前欧州中央銀行副総裁のルーカス・パパデモスを首班とする大連立をすることに2つの大政党が同意した。

## 閣僚
| 出身党派： 無所属 全ギリシャ社会主義運動 新民主主義党 |

| 職名                           | 代  | 氏名                                 | 氏名 | 出身党派               | 在職期間                       | 備考                                                                           |
| ------------------------------ | --- | ------------------------------------ | ---- | ---------------------- | ------------------------------ | ------------------------------------------------------------------------------ |
| 首相                           | 180 | ルーカス・パパデモス                 |      | 無所属                 | 2011年11月11日 - 2012年5月16日 |                                                                                |
| 政府副議長 （副首相）          | -   | エヴァンゲロス・ヴェニゼロス         |      | 全ギリシャ社会主義運動 | 2011年6月17日 - 2012年3月21日  | テオドロス・パンガロスと共同。 全ギリシャ社会主義 運動の党首に就任したため辞任 |
| 政府副議長 （副首相）          | -   | テオドロス・パンガロス               |      | 全ギリシャ社会主義運動 | 2009年10月7日 - 2012年5月16日  | エヴァンゲロス・ヴェニゼロスと共同                                             |
| 財務大臣                       | 28  | エヴァンゲロス・ヴェニゼロス         |      | 全ギリシャ社会主義運動 | 2011年6月17日 - 2012年3月21日  | 全ギリシャ社会主義 運動の党首に就任したため辞任                                |
| 財務大臣                       | 29  | ピリポ・サチニヂス                   |      | 全ギリシャ社会主義運動 | 2012年3月21日 - 2012年5月16日  |                                                                                |
| 内務大臣                       | 41  | アナスタシオス・ジアニッタシス       |      | 全ギリシャ社会主義運動 | 2011年11月11日 - 2012年5月16日 |                                                                                |
| 行政改革・電子政府大臣         | 1   | ディミトリス・レーパス               |      | 全ギリシャ社会主義運動 | 2011年6月17日 - 2012年5月16日  |                                                                                |
| 外務大臣                       | 125 | スタブロス・ディマス                 |      | 新民主主義党           | 2011年11月11日 - 2012年5月16日 |                                                                                |
| 国防大臣                       | 122 | ディミトリス・アブラモポラス         |      | 新民主主義党           | 2011年11月11日 - 2012年5月16日 |                                                                                |
| 発展・競争力・輸送大臣         | 20  | ミカリス・チャリソクチョイディズ     |      | 全ギリシャ社会主義運動 | 2011年6月17日 - 2012年3月7日   |                                                                                |
| 発展・競争力・輸送大臣         | 21  | アンナ・ディアマントプロウ           |      | 全ギリシャ社会主義運動 | 2012年3月7日 - 2012年5月16日   |                                                                                |
| 環境・エネルギー・気候変動大臣 | 2   | イョールゴス・パパコンスタントイノウ |      | 全ギリシャ社会主義運動 | 2011年6月17日 - 2012年5月16日  |                                                                                |
| 文部大臣                       | 19  | アンナ・ディアマントプロウ           |      | 全ギリシャ社会主義運動 | 2009年10月7日 - 2012年3月7日   |                                                                                |
| 文部大臣                       | 20  | イェオールイオス・バビニオチス       |      | 無所属                 | 2012年3月7日 - 2012年5月16日   |                                                                                |
| 基盤・輸送ネットワーク大臣     | 15  | マキス・ヴォリディス                 |      | 新民主主義党           | 2011年11月11日 - 2012年5月16日 |                                                                                |
| 労働大臣                       | 8   | イョールゴス・コウトルマニス         |      | 全ギリシャ社会主義運動 | 2011年6月17日 - 2012年5月16日  |                                                                                |
| 保健社会連帯大臣               | 6   | アンドレアス・ラヴャードス           |      | 全ギリシャ社会主義運動 | 2010年9月7日 - 2012年5月16日   |                                                                                |
| 地方発展・食物安全大臣         | 7   | コスタス・スカンダリディス           |      | 全ギリシャ社会主義運動 | 2010年9月7日 - 2012年5月16日   |                                                                                |
| 法務大臣                       | 38  | ミルティアディス・パパイオンオウ     |      | 全ギリシャ社会主義運動 | 2011年6月17日 - 2012年5月16日  |                                                                                |
| 市民保護大臣                   | 31  | クリストス・パポウトシス             |      | 全ギリシャ社会主義運動 | 2010年9月7日 - 2012年3月7日    |                                                                                |
| 市民保護大臣                   | 32  | ミカリス・チャリソクチョイディズ     |      | 全ギリシャ社会主義運動 | 2012年3月7日 - 2012年5月16日   |                                                                                |
| 文化・観光大臣                 | 28  | パブロス・ゲロラノス                 |      | 全ギリシャ社会主義運動 | 2009年10月7日 - 2012年5月16日  |                                                                                |
| 国務大臣                       | -   | ギョーギオス・スタヴロポウロス       |      | 無所属                 | 2011年11月11日 - 2012年5月16日 |                                                                                |
| 国務大臣 報道官                | -   | パンテリス・カピシス                 |      | 無所属                 | 2011年12月2日 - 2012年5月16日  |                                                                                |